# Let Me Love You (Mario)
"Let Me Love You" is de eerste single van Mario's tweede studioalbum, Turning Point, uitgebracht in 2004. De track werd geproduceerd door topproducer Scott Storch, en is Mario's grootste hit tot nu toe. In Nederlandse Top 40 steeg het nummer op 29 maart 2005 van 23 naar 1, maar werd de week daarna meteen verstoten door "Geef mij je angst" van Guus Meeuwis.

## Charts
| Chart                           | Hoogste positie |
| ------------------------------- | --------------- |
| Australische ARIA Single Top 50 | 3               |
| Belgische Ultratop 50           | 3               |
| Deense Single Top 40            | 2               |
| Duitse Single Top 100           | 1               |
| Engelse Single Top 75           | 2               |
| Finse Single Top 20             | 16              |
| Franse Single Top 100           | 7               |
| Ierse Single Top 50             | 5               |
| Italiaanse Single Top 50        | 4               |
| Nederlandse Top 40              | 1               |
| Nieuw-Zeeland Single Top 40     | 1               |
| Noorse Single Top 20            | 5               |
| Oostenrijkse Single Top 75      | 6               |
| United World Chart              | 1               |
| VS Billboard Hot 100            | 1               |
| Zweedse Single Top 60           | 18              |
| Zwitserse Single Top 100        | 2               |